# Ernie Brandts
Pour les articles homonymes, voir Brandts.
Ernie Brandts, né le 3 février 1956 à Nieuw-Dijk (Pays-Bas), est un footballeur néerlandais. Il était défenseur
Ce joueur athlétique (1,88 m, 84 kg) était un pilier de la défense centrale néerlandaise, aux côtés de Ruud Krol, lors de la Coupe du monde 1978 en Argentine.

## Biographie

### En sélection
Ernie Brandts participe à la Coupe du monde 1978 avec l'équipe des Pays-Bas.
Lors du match du second tour contre l'Italie, il devient le premier joueur à inscrire dans un même match de Coupe du monde à la fois un but contre son camp et un pour son équipe. En essayant de tacler l´attaquant italien, il devance la sortie de son gardien et le blesse involontairement. Piet Schrijvers sera remplacé par Jan Jongbloed.
Au total, il reçoit 28 sélections et inscrits 5 buts avec les Oranje entre 1977 et 1985.

## Palmarès

### En sélection
- 28 sélections et 5 buts en équipe des Pays-Bas entre 1977 et 1985
- Finaliste de la Coupe du monde 1978 avec les Pays-Bas

### En club
- Vainqueur de la Coupe de l'UEFA en 1978 avec le PSV Eindhoven
- Champion des Pays-Bas en 1978 et 1986 avec le PSV Eindhoven
- Finaliste de la Coupe des Pays-Bas en 1988 avec le Roda JC
- Finaliste de la Coupe de Belgique en 1990 avec le Germinal Ekeren